# Redbaldo
Redbaldo o Redboldo o Radbodo (... – 719) è stato duca (o re) dei Frisi sino al 719, per circa quarant'anni.

## Biografia
Di Radbodo non si hanno notizie circa gli ascendenti né sui suoi primi anni di governo del popolo dei Frisi.
Secondo l'anonimo continuatore del cronista Fredegario, nel 690, Radbodo fu sconfitto da Pipino di Herstal permettendo così a san Villibrordo, arrivato dalla Britannia di iniziare, con l'approvazione e l'appoggio di papa Sergio I, la sua opera di evangelizzazione della Frisia, dato che i Frisoni erano pagani.
Per permettere la continuazione dell'opera di san Villibrordo, secondo la cronaca di San Sigeberto, Radbodo venne ancora sconfitto da Pipino, nel 694.
Radbodo ed il suo popolo pagano furono raggiunti da san Villibrordo ed i suoi monaci che si prodigarono nell'opera di evangelizzazione, con buoni risultati. Radbodo non si convertì, ma trattò il santo con tutti gli onori.
Nel 710, secondo il Chronicon Moissiacense, Teodesinda, la figlia di Radbodo, sposò il figlio di Pipino di Herstal, Grimoaldo.
Nel 714, suo genero, Grimoaldo, venne ucciso da Rantgario un suo stretto collaboratore.
In quello stesso anno Pipino intervenne ancora una volta in Frisia e sconfisse Redboldo onde permettere a Villibrordo di continuare la sua opera di evangelizzazione.
Dopo la morte di Pipino, nel dicembre 714, e la rivolta della Neustria contro il nuovo maggiordomo di tutti i regni dei Franchi, Teodoaldo, Ragenfrido, eletto, nel 715, maggiordomo di Neustria si alleò con Radbodo, che combatté contro gli austrasiani di Plectrude e Teodebaldo
Alla morte del re dei Franchi, Dagoberto III, sempre nel 715, il nobile Ragenfrido, maggiordomo di palazzo di Neustria chiamò sul trono l'ormai ultra quarantenne monaco Daniele, che, dopo aver fatto ricrescere i capelli, salì al trono come Chilperico II, che confermò l'alleanza con Redboldo, che, dopo la liberazione di Carlo Martello, da quest'ultimo fu sconfitto.
Nel 716, Redboldo ed i Frisoni si unìrono a Chilperico II e Ragenfrido, e, dopo aver devastato la regione, arrivarono sino a Colonia, dove Plectrude si era rinchiusa col nipote Teodealdo, e la posero sotto assedio. Carlo Martello dopo aver sconfitto e disperso i Frisoni, tentò di liberare Colonia, ma dopo aver subito ingenti perdite (battaglia di Colonia) si dovette ritirare.
In quello stesso anno, dopo che Redboldo e Carlo Martello avevano iniziato a combattersi, molti evangelizzatori della Frisia, seguaci di San Villebrordo, furono costretti a lasciare la regione, per paura di una persecuzione a opera di Redboldo e rientrarono in Frisia per continuare la loro opera solo dopo la morte di Redboldo, avvenuta, nel 719.
Secondo gli Annales Xantenses, Redboldo morì dopo aver rifiutato di essere battezzato, anche se in un primo momento aveva dato il suo consenso.

## Rapporti con il cristianesimo
Durante il secondo viaggio di San Bonifacio a Roma, San Wulfram di Fontenelle tentò di convertire al cristianesimo il Re dei Frisoni, ma dopo aver fallito nel tentativo ritornò nella città di Fontenelle. La tradizione racconta che Redbaldo fosse sul punto di essere battezzato, ma appena prima di cominciare il rito il Re chiese a Wulfram se in Paradiso avrebbe trovato i propri antenati; il vescovo gli disse di no, poiché erano morti da pagani e quindi probabilmente sarebbero stati all'Inferno, mentre lui sarebbe asceso in Paradiso e avrebbe cantato le lodi a Dio. Redbaldo allora, infuriato, interruppe il rito e si strappò le vesti battesimali di dosso, affermando che se così era avrebbe di gran lunga preferito bruciare all'inferno coi suoi antenati, anziché sedere in Paradiso con un branco di mendicanti. Un'altra versione della leggenda pone San Villibrordo al posto di Wulfram.

## Discendenza
Redboldo da una moglie di cui non si conosce né il nome né gli ascendenti ebbe due figli:
- Teodesinda (?-?), che sposò Grimoaldo maggiordomo di palazzo di Neustria e Burgundia[9]
- un figlio maschio, da cui discese Valdrada (?- dopo l'868), moglie di Lotario II di Lotaringia.

## Nella cultura di massa
- In Vikings - L'invasione dei Franchi (Redbad), film olandese del 2018, diretto da Roel Reiné, Redbaldo riveste il ruolo di protagonista.[24]

### Fonti primarie
- (LA)  Fredegario, FREDEGARII SCHOLASTICI CHRONICUM CUM SUIS CONTINUATORIBUS, SIVE APPENDIX AD SANCTI GREGORII EPISCOPI TURONENSIS HISTORIAM FRANCORUM.
- (LA)  Annales Marbacenses.
- (LA)  Annales Mettenses Priores.
- (LA)  Annales Xantenses.
- (LA)  Monumenta Germaniae historica: Chronicon Moissiacensis.
- (LA)  Rerum Gallicarum et Francicarum Scriptores, tomus tertius.

### Letteratura storiografica
- Christian Pfister, "La Gallia sotto i franchi merovingi: vicende storiche", cap. XXI, vol. I (La fine del mondo antico) della Storia del Mondo Medievale, pp. 688–711.